# Zoocosmius nigra
Zoocosmius nigra är en skalbaggsart som först beskrevs av Aurivillius 1907.  Zoocosmius nigra ingår i släktet Zoocosmius och familjen långhorningar.
Artens utbredningsområde är Ghana. Inga underarter finns listade i Catalogue of Life.